# Ictinogomphus tenax
Ictinogomphus tenax är en trollsländeart som först beskrevs av Hagen in Selys 1854.  Ictinogomphus tenax ingår i släktet Ictinogomphus och familjen flodtrollsländor. IUCN kategoriserar arten globalt som livskraftig. Inga underarter finns listade i Catalogue of Life.